# Meteoryt

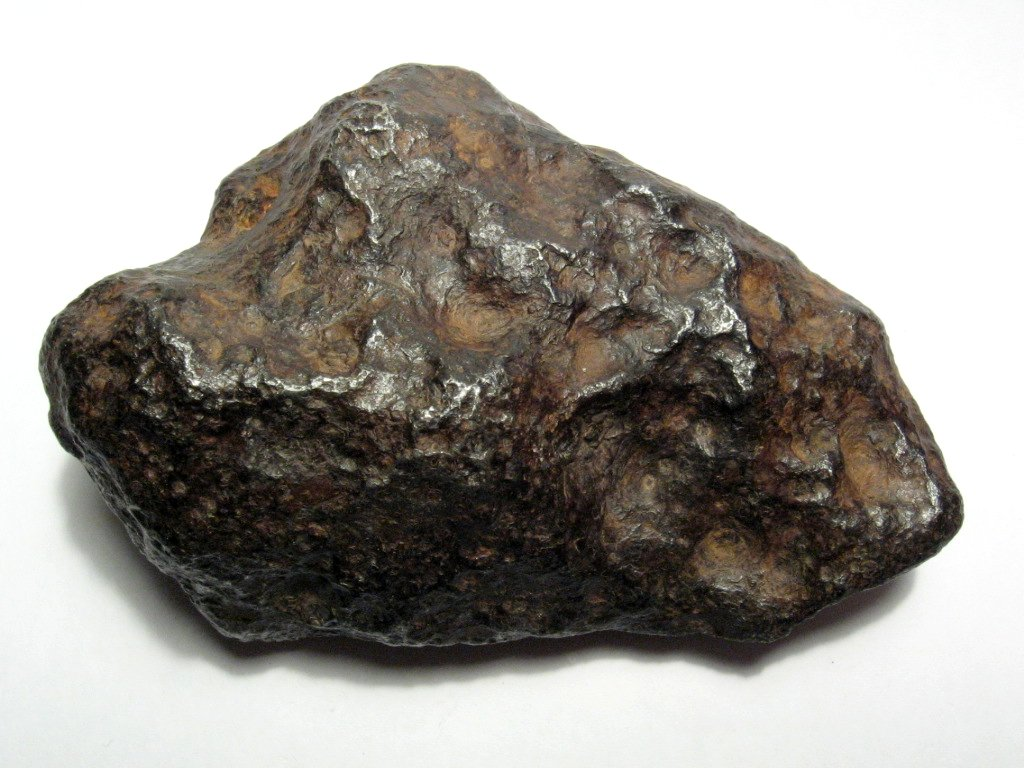
Meteoryt żelazny

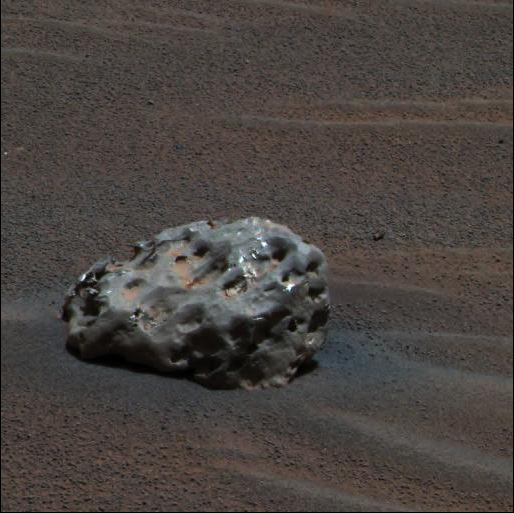
Meteoryt Heat Shield Rock na powierzchni Marsa

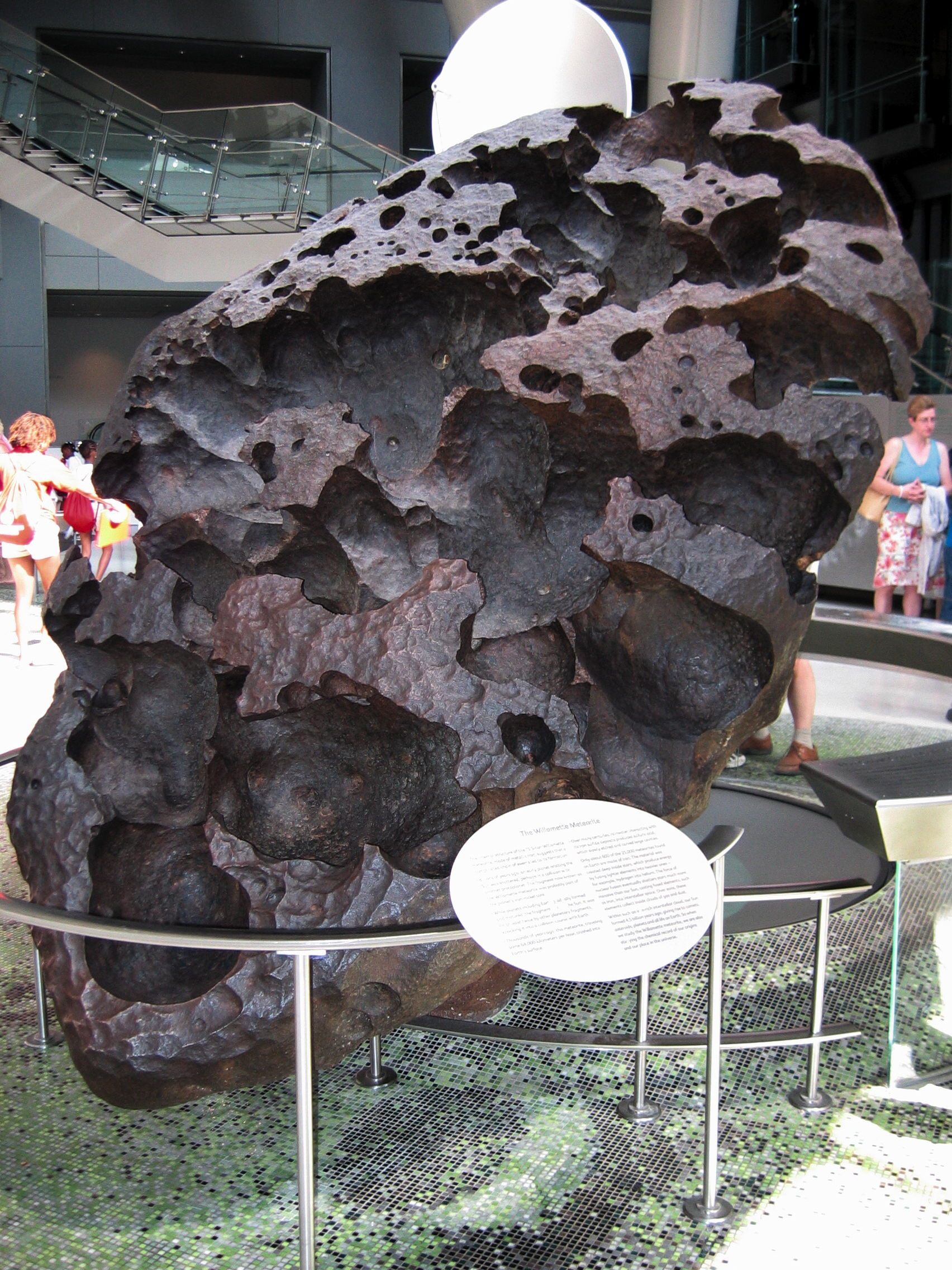
Meteoryt Willamette na wystawie w Amerykańskim Muzeum Historii Naturalnej

Meteoryt – pozostałość ciała niebieskiego (meteoroidu, asteroidy), które w postaci ciała stałego dotarło do powierzchni planety lub księżyca. Na Ziemi najczęściej meteoryty należą do meteorytów kamiennych, głównie chondrytów. Badaniem meteorytów i wszystkich aspektów z nimi związanych zajmuje się meteorytyka.

## Definicje
Ponieważ pojęcia meteoroidu, meteoru i opisywanego meteorytu są często mylone ze sobą, istotne jest wskazanie różnic pomiędzy nimi:
Meteoroidy są to małe ciała znajdujące się w kosmosie (najdrobniejsze tworzą pył kosmiczny). Na ogół są to fragmenty planetoid, bądź komet, powstałych podczas formowania się Układu Słonecznego, bardzo rzadko ze zderzeń planetoid. Najwięcej meteoroidów krąży między orbitami Marsa i Jowisza w pasie planetoid. W przestrzeni kosmicznej meteoroidy zderzają się ze sobą, przez co ulegają dalszej fragmentacji, wypadają ze swoich orbit i niekiedy wpadają na kurs kolizyjny z Ziemią. Te, które wpadną w atmosferę ziemską, przelatują przez nią z początkową prędkością ok. 20 km/s, a na skutek oporu powietrza wyhamowują na wysokości 20–40 km, rozgrzewając się i świecąc. Ich świetlne ślady nazywa się meteorami. W trakcie hamowania, na skutek wzrostu temperatury, następuje najczęściej całkowite unicestwienie takiego meteoroidu. Jednak czasami, w przypadku większych obiektów, zdarza się, że ich ocalałe części docierają do powierzchni Ziemi i to one właśnie nazywane są meteorytami.
Większe meteoroidy przy wkraczaniu w atmosferę, ze względu na dużą masę i prędkość, rozpadają się i spadają na powierzchnię Ziemi jako „deszcz meteorytowy”. Powierzchnię spadku nazywamy elipsą rozsiania.

## Nazewnictwo
Meteoryty otrzymują nazwy zgodnie z miejscem upadku lub znalezienia. Meteoryt po znalezieniu może otrzymać nazwę najbliższego charakterystycznego punktu geograficznego, np. rzeki (np. Meteoryt Willamette), góry, pasma górskiego (np. Meteoryt Sikhote-Alin), jeziora (np. Meteoryt Tagish Lake), miasta (np. Meteoryt Viedma) lub wioski. Nazwy meteorytów nadawane są w języku kraju, w którym spadł i nie podlegają zmianie, nawet jeśli po pewnym czasie zmieniają się nazwy geograficzne miejsca upadku. Jeśli w danym kraju nie używa się alfabetu łacińskiego, nazwa meteorytu zapisywana jest w angielskiej transkrypcji fonetycznej. W przypadku stwierdzenia, że niektóre okazy meteorytów znalezione w różnym czasie na danym terenie należą do tego samego spadku (upadek w formie deszczu meteorytowego), nadaje się im jedną wspólną nazwę. Meteoryty znajdowane w jednym miejscu, lecz niekoniecznie należące do tego samego spadku, mogą otrzymywać wspólną nazwę i numer przypisany do konkretnego okazu. Zasadę tę stosuje się na przykład wobec meteorytów znajdowanych na Antarktydzie lub pustyniach w Afryce czy Australii. Przykładami takich meteorytów są: antarktyczne ALHA i Yamato. W latach 60. XX w. polski badacz meteorytów Jerzy Pokrzywnicki postulował zmiany nazw niektórych meteorytów znalezionych na ziemiach polskich, dostosowując ich nazewnictwo do nazw miejscowości obecnie występujących. Przykładem tego jest meteoryt Wilkanówko, który oficjalnie w światowych katalogach zarejestrowany jest jako meteoryt Grüneberg.

## Klasyfikacja

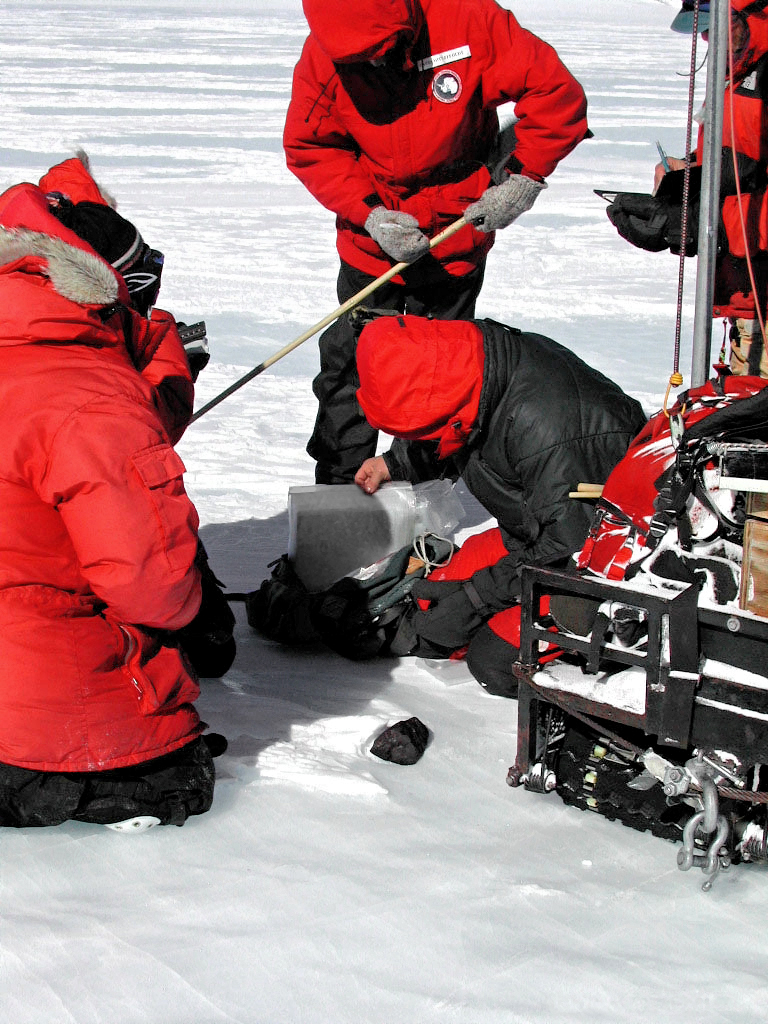
Pobranie meteorytu na Antarktydzie

Znajdowane na Ziemi meteoryty występują w rozmiarach od drobnych okruchów do bloków kilkumetrowej średnicy.
Tradycyjne klasyfikacje dzieliły meteoryty ze względu na skład. Przykładem takiej klasyfikacji jest klasyfikacja wg G. T. Priora. Ogólnie wg tych klasyfikacji meteoryty dzieli się na:
- meteoryty żelazne (syderyty);
- meteoryty żelazno-kamienne (syderolit) – tworzą się między metalicznym jądrem a krzemianową powłoką planetoidy;
- meteoryty kamienne (aerolity);
  - Chondryty (do 10% krystalicznego żelaza);
  - Achondryty (do 1% krystalicznego żelaza, do złudzenia przypominające bazalty).

Skład mineralny:
- syderyty – Fe, Ni, Co; żelazo występuje w formie oktaedrycznych kryształów szkieletowych, tworząc tzw. figury Widmanstättena lub linie Neumanna.
- syderolity – minerały krzemianowe jak w aerolitach, a ponadto żelazo, bogate w nikiel i kobalt i pirokseny;
- chondryty – pirokseny (np. enstatyt) i oliwiny – skład podobny do perydotytu, chondry;
- achondryty – pirokseny i plagioklazy – skład podobny do bazaltów, charakterystyczny minerał to np. ilmenit, brak chondr.

Nowsze klasyfikacje bazują na procesach w ciałach macierzystych meteorytów: przetopienia i dyferencjacji. Według klasyfikacji rozróżniamy chondryty (nie przeszły przez proces przetopienia), achondryty prymitywne (powstały z materii stopionej, ale nie przeszły dyferencjacji) i achondryty (przeszły proces przetopienia i dyferencjacji, podobnie jak skały magmowe na Ziemi).
Ponadto związane z impaktami ciał niebieskich są tektyty, powstające ze skał ziemskich w wyniku uderzenia meteorytu. Skały w miejscu uderzenia podlegają także metamorfizmowi impaktowemu.

## Pochodzenie
Obserwacje astronomiczne przez sieci stacji naziemnych pozwoliły na określenie orbit spadających meteorytów. Dowodzą one, że większość meteorytów pochodzi spośród kolidujących między sobą planetoid, których orbity przecinają się z orbitą Ziemi. Większość znanych planetoid tworzy pas pomiędzy orbitami Marsa i Jowisza, ale dość liczną grupę tworzą także planetoidy bliskie Ziemi. Meteoryty HED pochodzą z planetoidy Westa. Pochodzenie pozostałych meteorytów jest trudne do określenia. Bardzo nieliczną grupą są meteoryty przybyłe z Marsa (między innymi słynny meteoryt ALH 84001) i Księżyca. Wiek większości meteorytów szacowany jest na 4,5 miliarda lat. Jest to wiek powstania naszego Układu Słonecznego. Chondryty węgliste to najprymitywniejsze meteoryty; nie podlegały one zmianom składu mineralogicznego od powstania Układu Słonecznego i mogą reprezentować materię, z której utworzyły się planety.

## Rozpoznawanie meteorytów

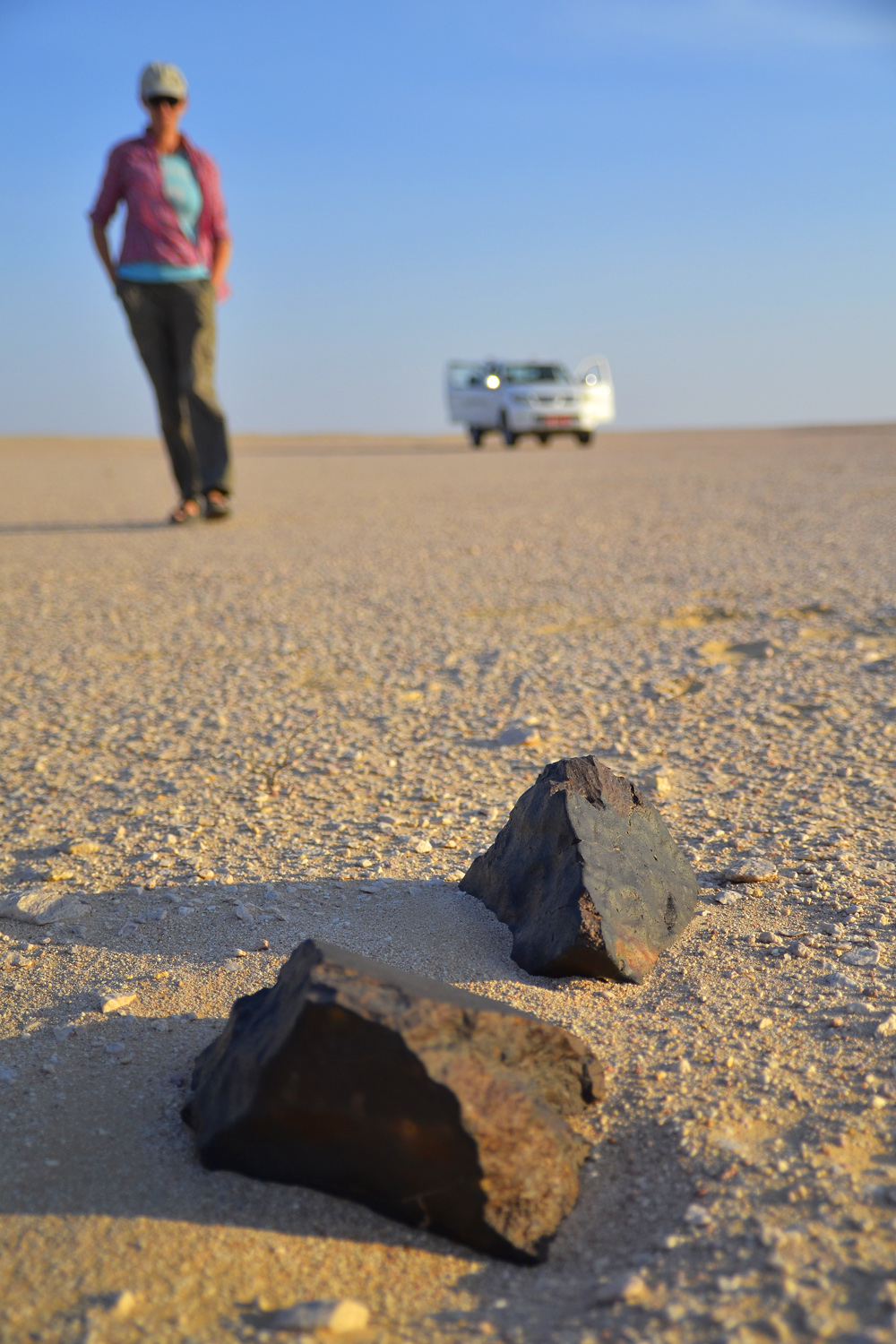
Poszukiwanie meteorytów na pustyni. Pustynia Dhofar w Omanie

Makroskopowo można zauważyć we wszystkich typach meteorytów tak zwaną skorupę obtopieniową, czyli stopiona i ponownie schłodzona warstwa materiału, zwykle koloru czarnego, rzadziej beżowego lub innego koloru, w miarę upływu czasu skorupa ta ulega wietrzeniu. Poza tym, typowe są także regmaglipty – rzeźba powierzchniowa uformowana podczas przelotu poprzez atmosferę.
Mikroskopowo najłatwiej od skał ziemskich odróżnić meteoryty klasyfikowane jako chondryty. Meteoryty te zawierają chondry – sferyczne struktury krystaliczne średnicy od submilimetrowej nawet do przekraczającej centymetr, które powstają wyłącznie w warunkach nieważkości i próżni. Ponadto wyróżniają je często wysoka zawartość niklu oraz obecność minerałów, których na Ziemi nie spotykamy, jak również niespotykane proporcje zawartości różnych izotopów tlenu. Większość meteorytów (pomijając silnie magnetyczne meteoryty żelazne), wykazuje się różnym stopniem magnetyzmu. Pospolite chondryty są łatwe do wykrycia za pomocą silnego magnesu, ale należy uwzględnić też to, że niektóre skały ziemskie również reagują na magnes. Niektóre meteoryty mają bardzo słabe przyciąganie, bądź nie przyciągają w ogóle. Na Ziemi jest nikła szansa na znalezienie meteorytu, pochodzącego z komety.

## Meteoryty znajdowane poza Ziemią
W 1969 roku znaleziono na Księżycu (program Apollo) pierwszy pozaziemski meteoryt: Bench Crater. W 1971 roku podczas misji Apollo 15 znaleziono drugi meteoryt na Księżycu: Hadley Rille, natomiast w 2005 roku łazik Opportunity natknął się na żelazny meteoryt na powierzchni Marsa nazwany Heat Shield Rock. W lipcu 2009 roku ten sam łazik znalazł na powierzchni Marsa większy meteoryt nieformalnie nazwany Block Island oraz w październiku Shelter Island. Były to pierwsze meteoryty odkryte na innej niż Ziemia planecie.

## Rekordy
- Największy meteoryt odnaleziono w 1920 roku w Namibii (meteoryt Hoba o masie około 60 ton)[5].
- Drugim co wielkości meteorytem, a największym przemieszczonym z miejsca znalezienia, jest przywieziony z Grenlandii do Stanów Zjednoczonych w 1897 roku przez wyprawę Roberta E. Peary’ego odłamek meteorytu Cape York o nazwie „Ahnighito”, ważący niecałe 31 ton[6].
- Największym meteorytem odnalezionym w Polsce jest wydobyty w 2017 roku fragment meteorytu Morasko, ważący 271 kg[7]. Do tego czasu największy był fragment tego samego meteorytu o wadze 261,2 kg znaleziony w 2012 roku[8].
- Największy znany obiekt kosmiczny, który zderzył się z Ziemią od czasu katastrofy tunguskiej w 1908 roku to meteoroid czelabiński, którego pozostałością jest meteoryt Czelabińsk.
- najstarszych meteorytem jest znaleziony w Szwecji Muonionalusta, datowany na około 4,565 mld lat[9]